# قلعه ناخویه
بقایای قلعه ناخویه مربوط به دوره ساسانیان تا سده‌ها میانه دوران‌های تاریخی پس از اسلام است و در شهرستان قیر و کارزین]، بخش افزر، دهستان افزر، ۳۰۰ متری غرب روستای هفت آسیاب واقع شده و با شمارهٔ ثبت ۲۶۶۲۱ به‌عنوان یکی از آثار ملی ایران به ثبت رسیده است.